# アネット・ドーン
アネット・ボッチ（Anett Bocsi、1978年5月9日 - ）は、アネット・ドーン（Anette Dawn）の芸名で知られるハンガリーのコールガール、メイクアップアーティスト、陶芸家、アダルトモデル、元ポルノ女優である。

## 人物
大手アダルト画像・動画配信サイトTwistysで長年活躍している。2007年3月には同サイトでクリッシー・モランやペントハウス・ペットのシェイ・ラレン、エリカ・キャンベルを抑えてファン投票1位に輝き、Treat of the Monthの称号を獲得した。
紙媒体では2005年12月、2006年1月と2ヶ月連続でイギリスのポルノ雑誌Mayfair誌の表紙を飾った。
10本ほどブリジット名義で（綴りは若干変動がある）ポルノ映画に出演している。全てレズビアンかオナニーシーンでの出演である。エゲルハージ・ジャネット、イヴ・エンジェル、ソフィー・ムーンなど同じハンガリー出身の女優と絡む事が多い。

## 受賞
- 2007年3月 Twistys Treat of the Month[4]